# Цуг (хокейний клуб)
Цуг (нім. Zug) — хокейний клуб з міста Цуг, Швейцарія. Заснований у 1953 році. Виступає у чемпіонаті Національної ліги А. Домашні ігри команда проводить на «Боссард Арені» (6,780), арена відкрита в 2010 році.

## Історія
Клуб заснований у 1953 році під назвою «Баарер» СК з 1967 року носить сучасну назву. 

### 70-и роки та вихід вНЛА
ХК «Цуг» в сезоні 1967/68 грав в 2-й лізі і вже через два роки виходить до першої ліги. 1969/70 клуб провів досить впевнено,  потенціал цієї команди був величезний і вона навіть була кандидатом на підвищення в класі. Наступні три роки команда провела в середині таблиці, була побудована нова ковзанка. Сезон 1973/74 клуб почав з прицілом на НЛВ, у складі команди серед інших грали: воротар Жеральд Ріголе, Пол Пробст, Гайнц Женні, Оскар Губер і Рето Штуппан (граючий тренер). 9 березня 1974 року перемігши з рахунком 4:3 ЕХК «Уцвіль» відбулось історичне підвищення в класі. Вже в першому сезоні НЛВ 1974/75 ХК «Цуг» виграв східну групу. Але в матчах з ХК «Біль» вони поступились, залишившись в НЛВ. У сезоні 1975/76 команду підсилив фінський форвард Йорма Пелтонен. Знову ж таки ХК «Цуг» виграє груповий турнір, а у фіналі здобуває приголомшливу перемогу 7:6 над СК Цюрих причому на стадіоні суперників Галленштадіон та вийшли до НЛА. Варто додати ще за п'ять хвилин до кінця гри, ХК «Цуг» поступався 5:6, але Пелтонен за дві хвилини до кінця матчу зрівняв рахунок, а за 22 секунди до кінця основного часу Женні закинув переможну шайбу. Усього десять років після заснування хокеїстам з Цуга вдалось досягти елітної хокейної ліги чемпіонату Швейцарії. 
Великі надії покладали на перший сезон в НЛА. На дебютний матч чемпіонату «Берну» прийшли 8'375 глядачів. Тим не менш, ХК «Цуг» програв матч 0:3, а першої перемоги довелось чекати ще чотири гри. Через недоукомплектованість клубу гравцями які відповідали б рівню НЛА команда зайняла останнє восьме місце. Наступні два сезони в 1977/78 і 1978/79 клуб проводить в НЛВ вельми успішно, займаючи двічі друге місце, але без реальних можливостей повернутись до НЛА.

### Сезони 80-х років
Відновити команду в НЛА зобов'язався молодий викладач фізкультури Юрг Шфрот, який очолив ХК «Цуг». Але Шфрот виявився теоретиком, і сезон 1979/80  команда закінчила на п'ятій позиції. У сезоні 1980/81 падіння продовжувалось, але тепер на чолі команди був Йорма Пелтонен, як результат восьме місце і путівка до нижчого дивізіону, а також відставка тренера і президента. Таким чином ХК «Цуг» опинився в першій лізі. Новий президент лікар Джордж Кайзер не тільки взявся «вилікувати» важкохворий клуб, а й повернути борг 430'000 швейцарських франків.
При бюджеті трохи більше півмільйона швейцарських франків, клуб запросив чехословацького тренера Франтішека Дума. 4 березня 1983 ХК «Цуг» знову повернувся до НЛВ, хоча це стало ясно ще 12 лютого, коли команда здобула чергову перемогу (загалом команда перемогла у 22 матчах) та закінчила чемпіонат без втрат на першому місці. 
Перший сезон в НЛВ після повернення (1983/84) команді з міста Цуг вдалося закріпитися у лізі, завдяки відомому чехословацькому хокеїсту І. Глінці, який за три сезони в клубі провів 80 матчів та закинув 76 шайб. Але його вже не було в команді, коли в сезоні 1986/87 Енді Мюррей (головний тренер на той момент), при підтримці таких гравців як Колін Мюллер, Ред Лоуренс і Джон Фрітче зробили повернення команди до вищого дивізіону реальним. В серії проти СК Цюрих, вони перемогли з рахунком 2:1, заслужено отримавши путівку до НЛА.
На відміну від першого візиту до НЛА, команда забезпечила місце в лізі задовго до закінчення сезону. Сезон 1988/89 також не викликав занепокоєння, як результат п'яте місце у кваліфікації та поразка у плей-оф від «Амбрі-Піотти» 1:2.

### Сезони 1990—2020 років та чемпіонські титули
На початку сезону 1989/90 на посаду головного тренера вступив Фреді Еглі. У наступних чотирьох сезонах, ХК «Цуг» здобував право на участь у плей-оф, хоча і не проходив стадію чвертьфіналу. Тільки в сезоні 1993/94 новий головний тренер Бйорн Кіндіґ після регулярного чемпіонату, де клуб посів четверте місце, у плей-оф дістались півфіналу, в чвертьфіналі переграли СК «Берн» 3:2, а у півфіналі поступились «Фрібур-Готтерон» 1:3. У поєдинку проти «Фрібур-Готтерон», ХК «Цуг» протистояли олімпійські чемпіони В'ячеслав Биков і Андрій Хомутов. У наступному сезоні, перед гравцями поставили нові висоти. Команду очолює дует тренерів Джим Колефф і Шон Сімпсон, серед гравців варто виділіти Кена Яремчука, Тома Фергуса та Міско Антісіна, завдяки яким команда посідає перше місце в регулярному чемпіонаті. У плей-оф ХК «Цуг» досягає фіналу попередньо перегравши ЦСК Лайонс 3:2 у серії, «Фрібур-Готтерон» 3:0 у серії. Лише у фіналі в серії до трьох перемог поступились чемпіону  ЕХК «Клотен» 1:3 (3:8, 1:4, 5:2, 3:4). У сезоні 1995/96, ХК «Цуг» сподівався повторити торішній успіх, клуб був четвертим у кваліфікації, але вибув у півфіналі, поступившись у серії СК «Берн» 1:3. Наступного року дует “Колефф—Сімпсон” фінішує на другому місці в регулярному чемпіонаті, до перемоги в кваліфікації причетні такі гравці, як Вес Вальц і Білл МакДугалл. Але навіть вони не змогли допомогти здобути перший титул чемпіонів Швейцарії. Чвертьфінал: ХК «Цуг» — Рапперсвіль-Йона 3:0, півфінал: ХК «Цуг» — «Давос» 3:0, фінал: ХК «Цуг» — СК «Берн» 1:3 (4:1, 2:5, 2:3, 0:4).
Регулярний сезон 1997/98 ХК «Цуг» провів досить сильно, маючи в активі 24 перемоги та 54 набраних очка і як підсумок перше місце. В серії плей-оф вони були фаворитами. В чвертьфіналі проти «Рапперсвіль-Йони» і «Амбрі-Піотти» у півфіналі вони здобули однакові перемоги у серії 4:3. У фіналі ХК «Цуг» протистояв самий титулований клуб Швейцарії «Давос», який був переможений у серії 4:2 (4:1, 2:3 ОТ, 11:4, 2:4, 4:3, 5:2) і вперше в історії клубу стали чемпіонами. Серед тих хто здобув перемогу, зокрема були: воротар Ронні Рюгер, захисники Патрік Саттер і Андре Кюнці, нападники Білл МакДугалл, Вес Вальц, Міско Антісін, Андре Рютелі і Йорг Еберле, більшість з цих гравців покинули команду. У наступних чотирьох сезонах ХК «Цуг» здобував право на участь у плей-оф, але не проходив далі півфіналу. Відносно провальним був сезон 2002/03 років, клуб зайняв десяту підсумкову сходинку. 
В наступних сезонах ХК «Цуг» повернув свої позиції, а в 2007 року в регулярному чемпіонаті посів третє місце, а в серії плей-оф дійшли до півфіналу, де поступились СК «Берн» 1:4. Півфіналу досягли вони через два роки, де поступились в серії «Клотен Флаєрс» 0:4. В наступних сезонах також виходили до півфіналу, а в сезоні 2011/12 років зайняли перше місце в регулярному чемпіонаті, набравши однакову кількість очок з «Давосом» по 50. Обігравши в чвертьфіналі ХК «Біль» 4:1, поступились у півфіналі ЦСК Лайонс 0:4. В чемпіонаті 2013 року ХК «Цуг» також був фаворитом турніру і кваліфікаційний турнір закінчив на третьому місці. Чвертьфінал: ХК «Цуг» — Лугано 4:3 (2:1, 1:2, 2:3, 4:3 ОТ, 5:3, 1:2, 4:1), півфінал: ХК «Цуг» — СК «Берн» 3:4 (3:4 ОТ, 8:2, 2:3 ОТ, 5:2, 4:0, 3:4, 1:4).
Сезон 2014/15 клуб провів на досить високому рівні. Четверте місце у кваліфікаційному турнірі але поразка у чвертьфіналі від майбутнього чемпіона ХК «Давос» 2:4.
У сезоні 2020/21 клуб вдруге став чемпіоном Швейцарії перегравши в фінальній серії 3:0 «Женева-Серветт».

## Досягнення
Чемпіон Швейцарії (3): 1998, 2021, 2022.

## Відомі гравці
- Гайнц Женні
- Іван Глінка
- Ред Лоуренс
- Джон Фрітче
- Колін Мюллер
- Андреас Рітш
- Кен Яремчук
- Місько Антісін
- Том Фергюс
- Білл МакДугалл
- Вес Вальц
- Андре Кюнці
- Кріс Тансілл
- Кевін Тодд
- Клод Лем'є
- Майк Фішер
- Ніко Капанен
- Патрік Фішер[1]
- Каміл Пірош
- Олег Петров
- Джош Голден
- Андрій Башкиров
- Трейвіс Грін
- Ден Івасон
- Девід Робертс

## Стадіон
Домашня арена ХК «Цуг» Боссард Арена, яка вміщує 7'015, з яких сидячі 4'280 місць, була відкрита в сезоні 2010/11 і замінила стару арену «Стадіон Герті».
«Стадіон Герті» побудований в 1967 році і вміщував 8'200 глядачів. Неофіційний рекорд відвідуваності встановлений в сезоні 1986/87, 10'000 глядачів в матчі проти СК Цюрих.

## Жіноча команда
Жіноча команда ХК «Цуг» грає у вищому дивізіоні Швейцарії з 1990 року. Двічі ставала чемпіоном Швейцарії у 1998 та 1999 роках. У 2001 році, вилетелі до другого дивізіону. 
Після повернення до вищого дивізіону у 2002 році, команда грала в першому жіночому Кубку європейських чемпіонів з хокею у 2005 році, де здобули бронзові нагороди. 13 березня 2007 року клуб оголосив, що жіноча команда розпускається, після сезону 2006/07. 